# 浙江省 (中華民國)
浙江省，簡稱浙，是中華民國原轄省級行政區，為延續清代所設置的22省之一，亦是華中七省之一。除去合钱塘县、仁和县为杭县外，浙江省的县级行政机构几乎没有发生改变。浙江省在辛亥革命后一开始由浙人治浙，后来北洋军阀介入浙江政界纷争，最早占据浙江的是皖系军阀，后来孫傳芳在江浙战争中代表直系军阀占领并统治浙江，直到1927年国民革命军北伐占领浙江，在此之后中華民國政府一直统治浙江直到1949年中国人民解放军发动渡江战役占领浙江大部，中華民國國軍剩餘軍力在1949年以后仍旧活跃在浙江沿海地区，直到1955年大陈岛撤退才彻底退出浙江。

## 歷史沿革

### 浙人治浙
宣統三年（1911年）辛亥革命以前，浙江是革命黨活動活躍的地區，浙人章太炎、徐錫麟、秋瑾、陶成章等人成立光復會，影響波及長江下游和東南沿海。同年11月4日，杭州新軍起義，並於17日於杭縣（原稱錢塘）成立浙江省軍政府，時任浙江諮議局議長湯壽潛被推舉為首任浙江都督，周承菼為浙軍總司令，宣告浙江獨立，脫離清朝的統治。嘉興、湖州、金華、衢州、嚴州、處州、寧波、紹興、溫州、台州等地分別設置軍政分府。民國元年（1912年），中華民國臨時政府正式成立，浙江省省會仍定於杭縣（原稱錢塘，今属杭州市）。1月都督湯壽潛改任中華民國首任交通總長後，浙江各界又公推蔣尊簋為浙江都督。但在袁世凱的壓力下，蔣尊簋被迫辭去都督，袁遂任命朱瑞為浙江都督。
民國5年（1916年）4月12日浙江省宣佈獨立，佈告安民。5月，公推呂公望為浙江都督兼省長，宣導「浙人治浙」，加入反袁護國運動。省議會議長沈定一召集被袁世凱解散的省議會復會，恢復《臨時約法》，行使省議會的權力。但由於局勢動盪，呂公望無力掌控浙江政局。民國6年（1917年）1月，北洋政府任命楊善德帶兵來杭任浙江督軍，齊耀珊任浙江省長，浙江各界雖力拒，但終未挽回局面，浙人治浙時代結束。

### 北洋軍閥統治
楊善德就任浙江督軍後，浙江省被正式納入北洋軍閥勢力範圍。楊去世後，盧永祥接任浙江督軍。楊盧2人均屬皖系軍閥。因當時的江蘇省為直系軍閥統治，所以浙江督軍節制同屬皖系的上海地區。
民國13年（1924年）9月，江浙戰爭爆發，屬直系軍閥的江蘇督軍齊燮元聯合江西和福建進攻皖系的盧永祥。10月戰爭結束後直系獲勝，驅逐盧永祥。浙江進入直系軍閥統治時期，督軍為孫傳芳，直至北伐戰爭結束。
清末民初時期，浙江因為資本主義萌芽和開埠較早，較早的接觸了西方近代思想的影響並且投入到推翻清朝的統治的鬥爭中，孫中山後期的革命經費大部都是浙江湖州的絲綢商人籌集和捐贈的，蔣中正就是依靠江浙財閥的勢力上臺的，湖州人當時就佔國民黨中常委的1/3，控制了當時的政權。浙江人還較早參與了當時上海的開發，寧波人大量移民上海，湖州人控制了當時上海大部分碼頭和租借大半房產，並建造了百樂門，和平飯店等知名建築。

### 南京國民政府
民國16年（1927年）2月底，北伐軍攻克浙江全境，4月，析杭縣設置杭州市，7月27日浙江省政府正式成立，浙江開始了在國民政府領導下的十年建設，其間多項重要基礎設施竣工。民國18年（1929年），張靜江在杭州成功舉辦了第一次西湖博覽會。
民國16年（1927年）下半年到民國25年（1936年），中共在浙江各地共发动50餘次武裝暴動。民國19年（1930年）5月，中共工農紅軍第十三軍在浙南永嘉宣佈成立，並在溫州、麗水、金華、台州地區廣泛擴展勢力，持續時間達四五年之久。民國23年（1934年），中共紅軍北上抗日先遣隊先後三進三出浙江，進行10多次戰鬥。民國24年（1935年）1月中旬，红军先遣隊在江西懷玉山遭國軍重兵合圍，大部陣亡。殘存部隊在師長粟裕、政委劉英的率領下，從江西進入浙江，展開遊擊戰爭。國民政府軍事委員會任命衛立煌和第十八軍軍長羅卓英為閩贛浙皖邊區清剿總指揮部正副總指揮，並調國軍主力部隊第十八軍入浙，企圖圍殲紅軍挺進師於浙西南地區。紅軍挺進師跳出包圍圈，擊破了羅卓英部的清剿。後紅軍挺進師主力與閩東獨立師順利會師，在泰順白科灣成立了中共閩浙邊臨時省委和臨時省軍區，積極推進浙南遊擊根據地發展。民國25年（1936年）4月， 中共皖浙贛省委在皖贛邊的鄣公山成立，同時成立以皖南獨立團為基幹的皖浙贛獨立團。在浙西遊擊區還有上浙皖特委獨立營、下浙皖遊擊司令部、浙皖軍分區等武裝。民國26年（1937年）上半年，蔣中正命閩浙贛皖邊區主任公署主任劉建緒集中各路兵力10餘萬人，開始對皖浙贛邊實行清剿，挺進師挫敗了劉建緒部，但獨立團在淳安境內被消滅，上浙皖特委、下浙皖特委和浙皖特委下屬黨組織及遊擊隊均遭破壞。該年10月，紅軍挺進師改番號為國民革命軍閩浙邊抗日遊擊總隊。次年3月，奉命北上抗日，編入新四軍二支隊。

### 抗日戰爭
民國26年（1937年）七七事變以後，浙江成為抗日戰爭的主戰場之一，屬於第三戰區。
戰爭爆發後，浙江北部的嘉興、吳興、長興等地是前期淞滬會戰的主要戰場之一。8月14日14架日軍戰機從臺北起飛，跨海進入浙江，企圖突襲杭州筧橋機場，爆發八一四空戰。中國空軍在裝備性能、數量和技術都相對處於劣勢的情況下，在杭州筧橋上空與日軍飛機展開了激烈的較量，擊落日機數架，取得空戰大捷。8月下旬，浙江境內成立杭州灣北岸守備區和浙東守備區。
11月14日，嘉善失守。18日，嘉興失守。21日，吳興失守。25日，長興失守。年底杭州亦失守，日軍大舉進攻浙江。日軍對浙江的侵略主要沿鐵路線展開。為阻緩日軍行動，國府對浙江實行焦土政策，包括毀棄鐵路和公路，撤出城市居民和物資等。期間朱家驊擔任浙江省主席，趕在日軍進入杭州前撤出市民、機關、學校、工廠，炸毀錢塘江大橋，形成双方隔錢塘江對峙的浙江正面戰場。
民國28年（1939年）3月21日拂曉，日本侵略軍為进攻江南，掃蕩浙東，策應正在進攻南昌的日軍，土橋一次師團一部在富陽周家浦偷渡。抗敵自衛團在當地群眾的支援奮戰三天兩夜，取得東洲保衛戰的勝利。民國29年（1940年）1月，日軍土橋師團乘雪天渡過錢塘江，佔領蕭山。7月16日，日軍調集炮艦及登陸艦30餘艘、航空母艦1艘、飛機30餘架和3000餘兵力，從海上進攻鎮海，威脅當時全國最重要的對外港口和抗日前哨寧波。時第194師師長兼寧波防守司令陳德法指揮其所屬部隊和增援部隊，在戚家山爭奪戰中大敗入侵之敵，斃傷日軍1000餘名，擊落日機一架，日军指挥官萍鄉月蜀切腹自殺，取得抗戰中的第一次反登陸海防戰大捷，是為鎮海大捷。
抗戰期間，浙江是日本進行細菌戰的主要受害地區之一。目前，在義烏和衢縣分別建有細菌戰紀念展覽館，反映侵華日軍細菌戰的犯罪史實。
民國34年（1945年）9月4日第3戰區參謀長張世希與駐杭州的日軍第133師團參謀長樋澤一治在富陽宋殿村（今屬富陽市受降鎮）舉行洽降會談，浙江光復。

### 國共內戰再起
民國34年（1945）抗戰勝利後，杭州、寧波等城市已被新四軍包圍，廣大鄉村也被中共武裝控制。國民政府一方面收編汪偽國軍，以其阻止中共勢力擴大；另一方面則加緊進駐戰略要地，同時向中共控制下的各抗日根據地和遊擊區發動大規模的軍事進攻，與留守的中共部隊進行了交戰。9月中旬，國軍調集浙江保安部隊和一些地方團隊對浙南的永樂邊遊擊根據地進行清剿，永樂人民抗日遊擊自衛總隊跳出包圍圈，挺進外線作戰，粉碎了這次清剿行動。後總隊撤銷番號和建制，組成武工隊，繼續開展遊擊活動。10月中旬，留守於浙西的中共武裝被國軍打散。10月下旬，國軍第三十二集團軍和浙江保安部隊，對浙東的四明山區和金蕭地區進行清剿。留守當地的中共武裝，在嚴酷的環境下頑強地存活下來。為了因應局勢，駐浙的新四軍部隊奉命主動北撤，於11月全部進入蘇北。
民國37年（1948）冬和38年（1949年）春，中共在浙江相繼成立了浙南遊擊縱隊和浙東第二遊擊縱隊，積極開展遊擊戰爭。遼西、平津、徐蚌三大戰役國軍先後慘敗，中華民國政府統治搖搖欲墜。民國38年（1949年）4月，共軍渡過長江，攻克首都南京，解放軍第三野戰軍七、八、九、十兵團8個軍和第二野戰軍三、五兵團5個軍，分兵數路進攻浙江。5月間，浙江的溫州、杭州、寧波等各城相繼易手，並深入浙南東。7月初攻克寧海縣城和象山縣城，9日陷石浦。10月30日攻下磐安。至此，浙江本部全境易手。
中華民國政府在撤守浙江本部時，曾有計劃、有組織地佈置武裝特務作應變準備，總計約5.3萬餘人。中共當局為了鞏固政權，由浙江省委和第七兵團兼浙江軍區統一領導駐浙野戰軍和軍區部隊、各級公安機關及廣大民兵，發動和組織群眾，開展大規模的軍事清剿：民國38年（1949年）5月至12月期間，共殲滅大股國軍5萬餘人；民國39年（1950年），以各專區、各縣結合部和邊沿山區為重點實施分散駐剿，共殲小股國府勢力3.6萬人；民國40年（1951年），結合農村土地改革和鎮壓反革命，進一步掀起群眾性的肅清國府勢力行動，共殲灭8,500餘人，基本肅清浙江本部的國軍武裝特務。

### 退守大陳

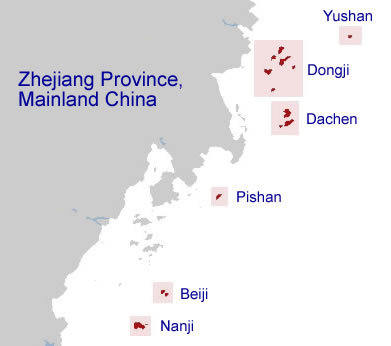
1949年至1955年間中華民國控制的浙江省島嶼

位於上大陳島的江浙反共救國軍總指揮部

民國38年（1949年），隨著浙江本部的易手，國軍部隊紛紛逃往沿海島嶼，企圖固守頑抗。舟山在戰略上具有重要地位，國軍在此組建了舟山防衛司令部。解放軍第七兵團為了拿下舟山群島，確定先逐次攻佔定海週邊島嶼，後攻佔舟山本島的作戰方案。8月18日傍晚，打響攻佔大榭島的戰鬥，揭開了舟山戰役的序幕。10月，解放軍接連攻下舟山群島的金塘島及桃花島，企圖佔領登步島，進取定海各離島。11月3日，共軍開始登陸登步島，經過3天激戰國軍殲滅进攻共軍，使得共軍一時之間不敢冒然進行島嶼登陸戰。
民國39年（1950年）5月初，蔣中正在海南島、福建東山島先後失守及解放軍已經攻佔了舟山群島部份島嶼並掌握了制空權的情況下，飛抵舟山定海佈置撤逃。駐舟山的浙江省政府各機構人員、國軍12.5萬人及居民2萬人遂於5月中旬撤往臺灣。解放軍第七兵團隨即分兵三路進軍舟山，佔領各島。此時國民政府仍控有在浙江東南的大陳列島（今台州列島）、一江山、披山島、頭門山、漁山、南麂等諸島，而撤退到島上的縣政府包括溫嶺、臨海、黃巖、平陽、三門、樂清、玉環七縣，實質上除了溫嶺縣尚領有完整的一個鄉建制（鳳尾鄉）外，其他各縣空有名號，所轄之地都非一個完整的鄉。而在各縣之上的國民政府原浙江省政府及浙南行署等，皆已因為國軍由舟山撤退而撤銷。
到了民國40年（1951年）3月，成立「浙江反共救國軍指揮部」，蔣中正派遺胡宗南任總指揮。9月，「西方公司」進駐大陳，設電台，組聯合辦公室；同時胡宗南抵下大陳，成立「江浙總部」，以江浙總部為基礎，整編各島游擊隊伍，與共軍中國人民解放軍作戰。 決定將原來混亂的行政區改劃，於10月實施。劃分溫嶺、臨海、平陽、玉環4縣及漁山、竹嶼2管理局，二局做為與大陸直接貿易之特區，但一年後，國民政府的政策開始改變，決定完全斷絕與大陸的任何民間與貿易往來，二局隨即裁撤，併入溫嶺、臨海二縣。
民國41年（1952年）至42年（1953年）間，國共雙方大陳附近海域展開多次交戰，互有勝敗，但國軍最終仍不敵共黨不斷地突襲、轟炸，丟失的島嶼愈多，能收復的失地卻無幾。民國42年（1953年）6月，大陳島南邊的積穀山被解放軍攻破。積穀山一失，駐守在當地的「西方公司」認為共軍已迫近大陳，倉皇撤退，以致中華民國政府以為大陳淪陷在即。8月，蔣中正決定改採守勢作戰，將胡宗南調回臺灣。民國43年（1954年）5月7日至9日，蔣中正巡视慰问大陈岛和南麂岛国军，这是他最后一次来浙江。9月，浙江省政府遷至臺灣，僅留下省政務處。並於當地設立「浙江省大陳區行政督察專員公署」治理，下轄四縣一萬八千餘人，行政督察專員則由政務處長沈之岳兼任。
民國44年（1955年）共軍開始發動攻擊，1月19日，共軍猛擊一江山；21日，一江山島失守，大陳南北兩大屏障的積穀山和一江山都先後失守，大陳列島受到極大威脅，防守困難驟增。加上以距離而論，臺灣到大陳島的距離比大陸遠，在物資補給上相對不易，而臺北方面與美國簽署的《中美共同防禦條約》 裡，金馬及大陳島都不在共同防禦的範圍之內（防禦範圍僅限於臺灣與澎湖），經過多方評估後，國民政府見大勢已去，決定主動撤離大陳地區，並將大陳島上的居民與軍隊全數遷移至臺灣，加強鞏固對臺灣的防守。
在美國第七艦隊的護航下，於同年2月8日進行第一批的居民與軍隊的撤離，是為「金剛計劃」。撤離的行動一共進行了四天，共撤離了全數大約2萬8000名的居民與軍隊。至2月11日完成最後一批居民與軍隊的撤離，並將島上房屋、道路、碼頭、漁船等所有設施悉數毀壞。隨後蔣經國於2月12日在南麂島親自降下了大陳列島上的最後一面中華民國國旗後，離開該地。而浙江省大陳區行政督察專員公署及在臺的浙江省政府亦隨之撤銷，浙江省至此全境易手，在大陳地區維繫了3年多浙江省政府隨之結束。
撤離的大陳居民從基隆港上岸，由國民政府將其安置到臺灣各地，包括台東、花蓮、宜蘭、基隆、臺北、桃園、新竹、高雄、屏東等都有大陳島的居民被安置，後代則散佈在全臺各地，現已發展到15萬人左右。今日臺灣仍可見到「大陳新村」、「一江新村」等安置大陳居民的大陳村。由於這些「大陳義胞」的命運與中華民國緊密相連，來臺後的大陳居民大多對中華民國及蔣家有很強烈的情感認同，日後投效軍旅、公務者不在少數。

## 管轄範圍

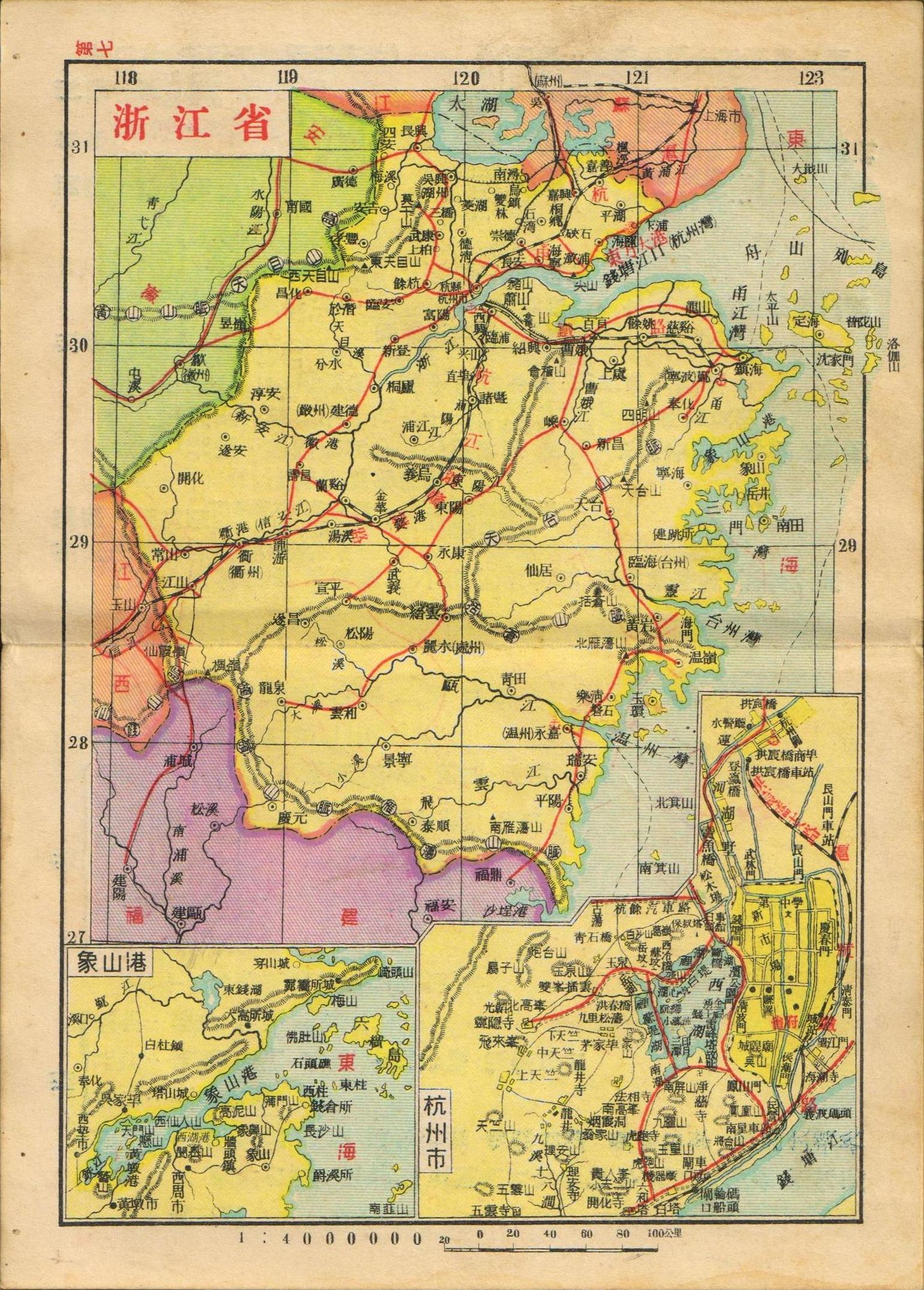
亞新地學社1936年《袖珍中華全圖》的浙江省地圖

中華民國繼承了清代的浙江省，其管轄範圍與今日大陸地區的浙江省大致相同，不包括嵊泗縣以及岱山縣北端小部。民國36年（1947年），全省土地面積為10萬2646平方公里（一說10萬2648平方公里）。東臨東海，周圍鄰省分別西界為安徽省、江西省，北鄰江蘇省，南接福建省。

## 人口
民國元年（1912年）時，全國開展了人口普查。經查，浙江為447萬4699戶，2144萬151人。民國17年（1928年）起，南京國民政府建立起戶口調查的常規制度；同時作為國府治下核心省份的浙江，其基層權力機構相對完善。民國23年（1934年）後，浙江建立了較完善的保甲戶口編查體制，形成了縣－鄉（鎮）－保甲的基層戶籍人口登記系統。民國35年（1946年），國民政府修正公布的《戶籍法》，設立「標準日」，並普遍採用條紙法，以提高調查品質，並對各縣市原有的戶口資料重新進行調查核實。該年浙江省人、戶口調查數為1965萬7551人、452萬9832戶；民國36年（1947年）7月15日，內政部人口局公布全國人、戶統計數，浙江為1994萬2112人，461萬475戶。
以下依據中華民國實業部《中國經濟年鑑》（1934年出版）、內政部統計司編《民國十七年各省市戶口調查統計報告》（1931年出版）、主計處統計局編《中華民國統計提要》（1940年出版）、中華民國年鑑社編《中華民國年鑑》（1952年出版，頁19－21）所提供的人口數據： 
| 調查年代       | 戶數      | 人口       | 男性       | 女性      | 每戶平均人口 | 性別比例 |
| -------------- | --------- | ---------- | ---------- | --------- | ------------ | -------- |
| 1912年         | 4,474,699 | 21,440,151 | 11,506,858 | 9,933,293 | 4.79         | 115.80   |
| 1928年         | 4,644,815 | 20,642,701 | 11,603,889 | 9,038,812 | 4.44         | 128.40   |
| 1936年至1937年 | 4,854,897 | 21,230,794 | 11,733,000 | 9,498,000 | 4.37         | 123.53   |
| 1947年         | 4,610,475 | 19,942,112 | 10,595,121 | 9,346,991 | 4.32         | 113.35   |

民國38年（1949年）至44年（1955年）期間，浙江地區約有19萬人隨中華民國政府赴台灣。
據中華民國內政部戶政司於民國79年（1990年）臺閩地區戶口及住宅普查報告，臺閩地區籍貫為浙江省人數為24萬7657人，佔非臺灣省籍269萬4917人口當中的9.19%。

## 行政區劃

### 本部時期

#### 省、縣之間的行政區

##### 道制
辛亥革命爆發後，浙江裁撤清代設置的道制。民國2年（1913年）1月8日，臨時大總統袁世凱頒佈《劃一現行各道地方行政官廳組織令》，規定全國各省設立道級行政機構。浙江省都督反對設道，並在2月「電稱各道裁撤後，於行政尚無阻礙」，3月再次電稱「浙省財政困難，暫緩設道」。民國3年（1914年）5月23日，巡按使公署按照大總統袁世凱頒佈的《道官制》，將全省劃為錢塘道、會稽道、金華道、甌海道4道，並於6月任命道尹。護國之役發生後，浙江於民國5年（1916）5月宣布獨立，軍政府以《道官制》未經國會議定，且與新設的民政廳職權重疊，宣布將4道及道尹一律裁撤。護國之役結束後，浙江遂於民國6年（1917年）1月22日恢復4道。北伐發生後，浙江各縣於民國15年（1926年）12月至16年（1927年）2月間，陸續由國民政府接管，並將4道裁撤。
錢塘道
轄境等同清代杭嘉湖道，道尹等級為繁要缺，一等。駐杭縣（今杭州市城區）。轄杭縣、海寧、富陽、餘杭、臨安、於潛、新登、昌化、嘉興、嘉善、海鹽、崇德、平湖、桐鄉、吳興、長興、德清、武康、安吉、孝豐20縣。
會稽道
轄境等同清代寧紹台道，道尹等級為繁要缺，一等。駐鄞縣（今寧波市城區）。轄鄞縣、慈谿、奉化、鎮海、象山、南田、定海、紹興、蕭山、諸暨、餘姚、上虞、嵊縣、新昌、臨海、黃岩、天台、仙居、寧海、溫嶺20縣。
金華道
轄境等同清代金衢嚴道，道尹道尹為簡缺，三等。駐蘭谿縣（今蘭溪市），民國六年（1917年）移駐衢縣（今衢州市）。轄金華、蘭谿、東陽、義烏、永康、武義、浦江、湯溪、衢縣、龍游、江山、常山、開化、建德、淳安、桐廬、遂安（泽东9年并入淳安县至今）、壽昌、分水19縣。
甌海道
轄境等同清代溫處道，道尹道尹為要缺，二等。駐永嘉縣（今溫州市城區）。轄永嘉、麗水、青田、縉雲、松陽、遂昌、龍泉、慶元、雲和、宣平、景寧、瑞安、樂清、平陽、泰順、玉環16縣。

##### 行政督察區
民國21年（1932年）5月，浙江省政府公佈《浙江省縣政督察專員章程》，將浙江全省劃為12區。各區駐地分別為杭縣、海寧、鄞縣、紹興、臨海、蘭谿、衢縣、建德、永嘉、麗水及龍泉。本年，浙江省政府按照行政院公佈的《行政督察專員暫行條例》，將全省劃分為6區，旋增加至7個特區。省會杭州附近的杭嘉湖地區未設置：
- 浙江省政府直轄區，轄杭州市及杭縣等32縣。
- 第一特區，轄衢縣、龍游、江山、常山、開化、遂安等6縣。
- 第二特區，轄麗水、青田、縉雲、宣平、松陽、遂昌等6縣。
- 第三特區，轄龍泉、景寧、慶元、雲和、泰順等5縣。
- 第四特區，轄永嘉、瑞安、樂清、平陽、玉環等5縣。
- 第五特區，轄臨海、黃巖、溫嶺、天台、仙居等5縣。
- 第六特區，轄金華、蘭谿、浦江、義烏、東陽、湯溪、武義、永康等8縣。
- 第七特區，轄新昌、嵊縣、奉化、鄞縣、鎮海、慈谿、象山、南田、定海、餘姚、上虞、寧海等12縣。

民國24年（1935年）7月，省政府將全省劃為9區，國民政府行政院於次年5月核准備案。26年（1937年）12月，日軍攻佔省政府撤至浙西南：
- 省政府直轄區，轄杭州市。
- 第一區，專署駐吳興，轄吳興、長興、安吉、德清、武康、餘杭、孝豐、臨安、於潛、昌化10縣。民國27年（1938年）遷駐餘杭，吳興、德清2縣撥歸第二區。
- 第二區，專署駐嘉興，轄嘉興、杭縣、海寧、嘉善、平湖、海鹽、富陽、桐鄉、崇德、新登10縣。民國27年（1938年）遷駐德清[14]，海寧、平湖、海鹽、富陽撥歸第三區；新登撥歸第一區。
- 第三區，專署駐紹興，轄紹興、蕭山、諸暨、餘姚、嵊縣、上虞、新昌7縣。
- 第四區，專署駐蘭谿，轄金華、蘭谿、東陽、浦江、義烏、永康、湯溪、武義、分水、桐廬、建德11縣。民國26年（1937年）4月遷駐金華。27年（1938年）分水撥歸第一區。
- 第五區，專署駐衢縣，轄衢縣、江山、淳安、遂安、開化、常山、龍游、壽昌8縣。
- 第六區，專署駐鄞縣，轄鄞縣、慈谿、定海、鎮海、奉化、象山、南田7縣。
- 第七區，專署駐臨海，轄臨海、寧海、黃巖、天台、仙居、溫嶺6縣。民國27年（1938年）寧海撥歸第六區。
- 第八區，專署駐永嘉，轄永嘉、平陽、瑞安、樂清、泰順、玉環6縣。
- 第九區，專署駐麗水，轄麗水、龍泉、遂昌、青田、縉雲、景寧、慶元、松陽、雲和、宣平10縣。

民國29年（1940年）1月，為適應戰時需要，省政府將9區調整為10個行政督察區：
- 省政府直轄區，轄杭州市。
- 第一區，專署暫駐於潛，轄於潛、昌化、臨安、餘杭、杭縣、分水、新登、富陽8縣。
- 第二區，專署暫駐安吉，轄安吉、孝豐、長興、吳興、武康、德清6縣。
- 第三區，專署駐紹興，轄紹興、蕭山、諸暨、餘姚、嵊縣、上虞、新昌7縣。
- 第四區，專署駐金華，轄金華、東陽、蘭谿、浦江、義烏、永康、湯溪、武義、桐廬、建德、磐安12縣。
- 第五區，專署駐衢縣，轄衢縣、江山、淳安、遂安、開化、常山、龍游、壽昌8縣。
- 第六區，專署駐鄞縣，轄鄞縣、慈谿、定海、鎮海、奉化、象山、寧海7縣。
- 第七區，專署駐臨海，轄臨海、黃巖、天台、仙居、溫嶺、南田6縣。民國29年（1940年）7月裁撤南田縣，而改置三門縣。
- 第八區，專署駐永嘉，轄永嘉、平陽、瑞安、樂清、泰順、玉環6縣。
- 第九區，專署駐麗水，轄麗水、龍泉、遂昌、青田、縉雲、景寧、慶元、松陽、雲和、宣平10縣。
- 第十區，專署暫駐桐鄉，轄桐鄉、崇德、海寧、海鹽、平湖、嘉興、嘉善7縣。

民國32年（1943年），省政府將10區調整為11個行政督察區：
- 省政府直轄區，轄杭州市。
- 第一區，專署暫駐於潛，轄於潛、昌化、臨安、餘杭、杭縣、分水、新登7縣。民國34年（1945年）遷駐餘杭。35年（1946）分水撥歸第十一區。[15]
- 第二區，專署暫駐安吉，轄安吉、孝豐、長興、吳興、武康、德清6縣。民國34年（1945年）9月遷回吳興。[16]
- 第三區，專署駐新昌，轄新昌、紹興、蕭山、諸暨、餘姚、嵊縣、上虞、東陽、義烏、磐安等10縣。民國34年（1945年）5月遷駐新昌，8月遷駐紹興。35年（1946年）5月磐安撥歸第七區。後東陽、義烏撥歸第四區。
- 第四區，專署暫駐宣平，轄宣平、金華、蘭谿、永康、湯溪、武義6縣。和平後遷回金華。
- 第五區，專署駐衢縣，轄衢縣、江山、遂安、開化、常山、龍游6縣。
- 第六區，專署暫駐寧海，轄寧海、鄞縣、慈谿、定海、鎮海、奉化、象山、天台8縣。民國34年（1945年）8月遷回鄞縣。[需要較佳来源]35年（1946年）天台撥歸第七區。
- 第七區，專署駐臨海，轄臨海、黃巖、仙居、溫嶺、三門5縣。
- 第八區，專署駐永嘉，轄永嘉、平陽、瑞安、樂清、泰順、玉環6縣。
- 第九區，專署駐麗水，轄麗水、龍泉、遂昌、青田、縉雲、景寧、慶元、松陽、雲和9縣。後遂昌撥歸第五區。
- 第十區，專署暫駐海鹽，轄海鹽、桐鄉、崇德、海寧、平湖、嘉興、嘉善7縣。民國35年（1946年）遷回嘉興。[17]
- 第十一區，專署暫駐淳安，轄淳安、建德、富陽、桐廬、壽昌、浦江6縣。民國35年（1946年）遷回建德；富陽撥歸第一區。

民國36年（1947年）3月，省政府將11區調整為6個行政督察區，6月經行政院核准備案，並於本年3月至次年4月間陸續實施。調整期間，原第一、四、六、十、十一區曾一度為省政府直轄：
- 省政府直轄區，轄杭州市及杭縣、蕭山、海寧3縣。
- 第一區，專署駐吳興，轄吳興、長興、於潛、餘杭、臨安、昌化、安吉、孝豐、德清、武康、嘉興、嘉善、平湖、海鹽、崇德、桐鄉16縣。
- 第二區，專署駐餘姚，轄餘姚、紹興、諸暨、鄞縣、定海、鎮海、嵊縣、奉化、象山、慈谿、上虞、新昌12縣。
- 第三區，專署駐金華，轄金華、衢縣、東陽、蘭谿、永康、江山、義烏、浦江、龍游、湯溪、武義、磐安12縣。
- 第四區，專署駐淳安，轄淳安、遂安、常山、開化、壽昌、建德、桐廬、分水、新登、富陽10縣。
- 第五區，專署駐樂清，轄樂清、臨海、黃巖、寧海、溫嶺、仙居、三門、天台、永嘉、平陽、瑞安、玉環12縣。
- 第六區，專署駐麗水，轄麗水、青田、龍泉、縉雲、景寧、慶元、松陽、雲和、宣平、遂昌、泰順、文成12縣。

民國37年（1948年），省政府將6區調整為9個行政督察區：
- 省政府直轄區，轄杭州市及杭縣、蕭山2縣。
- 第一區，專署駐吳興，轄嘉興、吳興、長興、德清、崇德、桐鄉、嘉善、平湖、海寧、海鹽10縣。
- 第二區，專署駐鄞縣，轄鄞縣、餘姚、慈谿、鎮海、定海、象山、新昌、上虞、嵊縣、紹興、諸暨、奉化、四明13縣。
- 第三區，專署駐衢縣，轄衢縣、江山、常山、開化、龍游、遂昌6縣。
- 第四區，專署駐建德，轄建德、淳安、遂安、壽昌、桐廬、分水6縣。
- 第五區，專署駐永嘉，轄永嘉、瑞安、平陽、泰順、樂清、玉環、青田、文成8縣。
- 第六區，專署駐臨海，轄臨海、黃巖、仙居、天台、三門、溫嶺、寧海、磐安8縣。民國37年（1948年）8月撥歸第八區。[18]
- 第七區，專署駐麗水，轄麗水、雲和、龍泉、縉雲、宣平、松陽、慶元、景寧8縣。
- 第八區，專署駐義烏，轄金華、義烏、浦江、東陽、永康、武義、湯溪、蘭谿8縣。
- 第九區，專署駐臨安，轄臨安、於潛、昌化、孝豐、安吉、武康、餘杭、富陽、新登9縣。

民國38年（1949年），省政府將9區調整為10個行政督察區。因部份轄境已為中共所佔，所以未能完全實施：
- 省政府直轄區，轄杭州市及杭縣。
- 第一區，專署駐吳興，轄吳興、嘉興、平湖、桐鄉、崇德、長興、海寧、嘉善、德清、海鹽10縣。
- 第二區，專署駐鄞縣，轄鄞縣、象山、慈谿、鎮海、奉化、餘姚、定海、四明、滃洲9縣。
- 第三區，專署駐衢縣，轄衢縣、開化、常山、江山、龍游、遂昌6縣。
- 第四區，專署駐建德，轄建德、淳安、壽昌、遂安、桐廬、分水6縣。
- 第五區，專署駐永嘉，轄永嘉、平陽、泰順、樂清、青田、瑞安、文成、玉環8縣。
- 第六區，專署駐臨海，轄臨海、天台、寧海、溫嶺、三門、黃巖、仙居7縣。
- 第七區，專署駐麗水，轄麗水、雲和、松陽、宣平、龍泉、縉雲、慶元、景寧8縣。
- 第八區，專署駐金華，轄金華、蘭谿、磐安、永康、義烏、東陽、武義、浦江、湯溪9縣。
- 第九區，專署駐臨安，轄臨安、餘杭、孝豐、武康、於潛、安吉、富陽、新登、昌化9縣。
- 第十區，專署駐紹興，轄紹興、蕭山、諸暨、嵊縣、新昌、上虞6縣。

國共戰爭末期，隨著解放軍攻克浙江省各地，各行政督察區均因其專員公署潰散而消亡。8月19日，中共於杭州市成立浙江省人民政府，設立杭州、寧波、溫州3地級市及10專區。10月各專區分別易名為嘉興、寧波、衢州、建德、溫州、台州、麗水、金華、臨安、紹興。

#### 縣級行政區
清代浙江省在宣統三年（1911），劃分為4道、11府、1直隸廳，下轄3廳、1州、75縣。民國元年（1912）1至4月間，浙江陸續裁撤清代設置的府、州、廳制，改制為縣。本年，全省轄75縣。民國16年（1927）設立2個省轄市，而後來只保留杭州市，而寧波市則因不符《市組織法》規定而裁撤。
在縣等級方面，民國17年（1928），浙江始核定縣等級。後來，省政府按《縣組織法》「各縣縣政府按區域大小，事務繁簡，戶口及財賦多寡」規定，將全省75縣重新核定為三等，其中一等縣27個；二等縣27個；三等縣21個。後來，省政府再按《縣各級組織綱要》「縣按面積、人口、經濟、文化、交通等狀況」規定，又將全省76縣重新核定為六等，其中一等縣13個；二等縣13個；三等縣14個；四等縣17個；五等縣11個；六等縣8個。
民國38年（1949）時，浙江省劃分為10行政督察區，下轄1市、79縣。民國77年（1988）7月，行政院公布《中華民國各省（市）縣（市）行政區域代碼》，為各省縣市編定代碼，該法規於民國94年（2005）10月停用。浙江省各縣、市沿革情況如下：
| 浙江省     | 浙江省   | 浙江省 | 浙江省 | 浙江省                                                        | 浙江省                               | 浙江省                                                            | 浙江省 |
| 行政督察區 | 專署駐地 | 代碼   | 縣等級 | 縣市                                                          | 駐地(2023年4月)                      | 北洋時期                                                          | 沿革 |
| ---------- | -------- | ------ | ------ | ------------------------------------------------------------- | ------------------------------------ | ----------------------------------------------------------------- | --- |
| 省政府直轄 |          | 02001  | 不適用 | 杭州市                                                        | 今杭州市上城區                       | (錢塘道)                                                          | 省會。民國16年（1927）4月會議通過析杭縣城區設置。 |
| 省政府直轄 | 02002    | 二等   | 杭縣   | 今杭州市上城區 民国34年（1945年）遷至拱宸橋（今杭州市拱墅區） | 錢塘道 (駐地)                        | 清代為杭州府附郭仁和縣、錢塘縣，民國元年（1912）2月廢府併為杭縣。 | |
| 第一區     | 吳興縣   | 02003  | 三等   | 海寧縣                                                        | 今海寧市駐地鹽官鎮                   | 錢塘道                                                            | 清代為海寧州，民國元年（1912）2月改置縣。 |
| 第一區     | 吳興縣   | 02010  | 一等   | 嘉興縣                                                        | 今嘉興市南湖區                       | 錢塘道                                                            | 清代為嘉興府附郭嘉興縣、秀水縣。民國元年（1912）1月裁府併縣為嘉禾縣。因與湖南省縣名重名，3年（1914）1月改今名，以清代府名得名。                                                   |
| 第一區     | 吳興縣   | 02011  | 四等   | 嘉善縣                                                        | 今嘉善縣駐地魏塘街道                 | 錢塘道                                                            | |
| 第一區     | 吳興縣   | 02012  | 四等   | 海鹽縣                                                        | 今海鹽縣城區武原街道                 | 錢塘道                                                            | |
| 第一區     | 吳興縣   | 02013  | 五等   | 崇德縣                                                        | 今桐鄉市西南崇福鎮                   | 錢塘道                                                            | 清代為石門縣。因與湖南省縣名重名，民國3年（1914）1月改名，因古縣名得名。 |
| 第一區     | 吳興縣   | 02014  | 四等   | 平湖縣                                                        | 今平湖市城區當湖街道                 | 錢塘道                                                            | |
| 第一區     | 吳興縣   | 02015  | 六等   | 桐鄉縣                                                        | 今桐鄉市城區梧桐街道                 | 錢塘道                                                            | |
| 第一區     | 吳興縣   | 02016  | 一等   | 吳興縣                                                        | 今湖州市城區                         | 錢塘道                                                            | 清代為湖州府附郭烏程縣、歸安縣，民國元年（1912）2月裁府併縣，以三國時郡名命名。                                                                                                   |
| 第一區     | 吳興縣   | 02017  | 二等   | 長興縣                                                        | 今長興縣城區雉城街道                 | 錢塘道                                                            | |
| 第一區     | 吳興縣   | 02018  | 六等   | 德清縣                                                        | 今德清縣東乾元鎮                     | 錢塘道                                                            | |
| 第二區     | 鄞縣     | 02022  | 一等   | 鄞縣                                                          | 今寧波市城區                         | 會稽道 (駐地)                                                     | 清代為寧波府附郭鄞縣，民國元年（1912）2月裁府留縣。 |
| 第二區     | 鄞縣     | 02023  | 三等   | 慈谿縣                                                        | 今寧波市江北區西北慈城鎮             | 會稽道                                                            | |
| 第二區     | 鄞縣     | 02024  | 三等   | 奉化縣                                                        | 大橋鎮（今宁波市奉化区城區錦屏街道） | 會稽道                                                            | |
| 第二區     | 鄞縣     | 02025  | 二等   | 鎮海縣                                                        | 蛟川鎮（今寧波市鎮海區招寶山街道）   | 會稽道                                                            | |
| 第二區     | 鄞縣     | 02026  | 三等   | 象山縣                                                        | 丹城鎮（今象山縣城區）               | 會稽道                                                            | |
| 第二區     | 鄞縣     | 02028  | 二等   | 定海縣                                                        | 定海（今舟山市定海區）               | 會稽道                                                            | 清代為定海直隸廳，民國元年（1912）2月改置縣。 |
| 第二區     | 鄞縣     | 02032  | 一等   | 餘姚縣                                                        | 今餘姚市城區（舊餘姚鎮）             | 會稽道                                                            | |
| 第二區     | 鄞縣     | 未定   | 未定   | 四明縣                                                        | 梁弄（今餘姚市西南梁弄鎮）           | (會稽道)                                                          | 民國37年（1948）8月析餘姚、上虞、嵊縣，新昌、奉化、鄞縣、慈谿7縣四明山區地置，因四明山得名。                                                                                      |
| 第二區     | 鄞縣     | 未定   | 未定   | 滃洲縣                                                        | 今岱山縣駐地高亭鎮                   | (會稽道)                                                          | 民國38年（1949）8月析定海縣之岱山、衢山、長涂、秀山、大魚山、大羊、黃龍、東極、長白等島嶼置。                                                                                     |
| 第三區     | 衢縣     | 02043  | 一等   | 衢縣                                                          | 今衢州市城區                         | 金華道 (駐地)                                                     | 清代為衢州府附郭西安縣，民國元年（1912）2月裁府留縣，並改縣名，以清代府名為名。                                                                                                   |
| 第三區     | 衢縣     | 02044  | 四等   | 龍游縣                                                        | 今龍游縣城區龍洲街道（舊龍游鎮）     | 金華道                                                            | |
| 第三區     | 衢縣     | 02045  | 二等   | 江山縣                                                        | 今江山市城區（舊須江鎮）             | 金華道                                                            | |
| 第三區     | 衢縣     | 02046  | 四等   | 常山縣                                                        | 今常山縣駐地天馬街道                 | 金華道                                                            | |
| 第三區     | 衢縣     | 02047  | 四等   | 開化縣                                                        | 今開化縣駐地華埠鎮                   | 金華道                                                            | |
| 第三區     | 衢縣     | 02067  | 三等   | 遂昌縣                                                        | 今遂昌縣城區妙高街道                 | 甌海道                                                            | |
| 第四區     | 建德縣   | 02056  | 三等   | 建德縣                                                        | 今建德市東北梅城鎮                   | 金華道                                                            | 清代為嚴州府附郭建德縣，民國元年（1912）2月裁府留縣。 |
| 第四區     | 建德縣   | 02057  | 二等   | 淳安縣                                                        | 淳城鎮（今淳安縣西新安江水庫）       | 金華道                                                            | |
| 第四區     | 建德縣   | 02058  | 五等   | 桐廬縣                                                        | 今桐廬縣城區（舊桐廬鎮）             | 金華道                                                            | |
| 第四區     | 建德縣   | 02059  | 四等   | 遂安縣                                                        | 遂安（今淳安縣西南新安江水庫）       | 金華道                                                            | |
| 第四區     | 建德縣   | 02060  | 六等   | 壽昌縣                                                        | 今建德市西南壽昌鎮                   | 金華道                                                            | |
| 第四區     | 建德縣   | 02061  | 六等   | 分水縣                                                        | 今桐廬縣西北分水鎮                   | 金華道                                                            | |
| 第五區     | 永嘉縣   | 02062  | 一等   | 永嘉縣                                                        | 今溫州市城區                         | 甌海道 (駐地)                                                     | 清代為溫州府附郭永嘉縣，民國元年（1912）2月裁府留縣。 |
| 第五區     | 永嘉縣   | 02064  | 二等   | 青田縣                                                        | 今青田縣城區鶴城街道                 | 甌海道                                                            | |
| 第五區     | 永嘉縣   | 02073  | 一等   | 瑞安縣                                                        | 今瑞安市城區（舊城關鎮）             | 甌海道                                                            | |
| 第五區     | 永嘉縣   | 02074  | 三等   | 樂清縣                                                        | 今樂清市城區城東街道（舊樂成鎮）     | 甌海道                                                            | |
| 第五區     | 永嘉縣   | 02075  | 一等   | 平陽縣                                                        | 今平陽縣駐地昆陽鎮                   | 甌海道                                                            | |
| 第五區     | 永嘉縣   | 02076  | 四等   | 泰順縣                                                        | 今泰順縣駐地羅陽鎮                   | 甌海道                                                            | |
| 第五區     | 永嘉縣   | 02077  | 四等   | 文成縣                                                        | 黃坦鎮（今文成縣西黃坦鎮）           | (甌海道)                                                          | 民國35年（1946）12月核准析瑞安、泰順、青田3縣交界置，37年（1948）7月正式成立。以縣為明代開國功臣劉基故里，劉死後謚「文成」，故名。                                                |
| 第五區     | 永嘉縣   | 02078  | 四等   | 玉環縣                                                        | 今玉環市城區玉城街道（舊城關鎮）     | 甌海道                                                            | 清代為玉環廳，民國元年（1912）4月改置縣。 |
| 第六區     | 臨海縣   | 02027  | 六等   | 三門縣                                                        | 健康塘（今三門縣東健跳鎮）           | 會稽道                                                            | 清宣統三年（1911）置南田廳及石浦廳。民國元年（1912）2月合併為南田縣（治今象山縣南鶴浦鎮樊岙村）。29年（1940）7月以南田縣全境及寧海、臨海2縣部分地置三門縣。因位於三門灣畔，故名。 |
| 第六區     | 臨海縣   | 02036  | 一等   | 臨海縣                                                        | 今臨海市城區（舊城關鎮）             | 會稽道                                                            | 專署駐地。清代為台州府附郭臨海縣，民國元年（1912）2月裁府留縣。 |
| 第六區     | 臨海縣   | 02037  | 二等   | 黃巖縣                                                        | 今台州市城區                         | 會稽道                                                            | |
| 第六區     | 臨海縣   | 02038  | 三等   | 天台縣                                                        | 今天台縣城區赤城街道（舊城關鎮）     | 會稽道                                                            | |
| 第六區     | 臨海縣   | 02039  | 三等   | 仙居縣                                                        | 今仙居縣城區（舊城關鎮）             | 會稽道                                                            | |
| 第六區     | 臨海縣   | 02041  | 二等   | 寧海縣                                                        | 今寧海縣城區（舊城關鎮）             | 會稽道                                                            | |
| 第六區     | 臨海縣   | 02042  | 二等   | 溫嶺縣                                                        | 今溫嶺市城區太平街道（舊太平鎮）     | 會稽道                                                            | 清代為太平縣，因與山西、江蘇、安徽、四川4省縣名重名，民國3年（1914）1月改今名。因境內有溫嶺，故名。                                                                               |
| 第七區     | 麗水縣   | 02063  | 三等   | 麗水縣                                                        | 今麗水市城區                         | 甌海道                                                            | 清代為處州府附郭麗水縣，民國元年（1912）2月裁府留縣。 |
| 第七區     | 麗水縣   | 02065  | 三等   | 縉雲縣                                                        | 今縉雲縣駐地五雲街道                 | 甌海道                                                            | |
| 第七區     | 麗水縣   | 02066  | 四等   | 松陽縣                                                        | 今松陽縣駐地西屏街道                 | 甌海道                                                            | |
| 第七區     | 麗水縣   | 02068  | 三等   | 龍泉縣                                                        | 今龍泉市城區龍淵街道                 | 甌海道                                                            | |
| 第七區     | 麗水縣   | 02069  | 四等   | 慶元縣                                                        | 松源鎮（今慶元縣城區屏都街道）       | 甌海道                                                            | |
| 第七區     | 麗水縣   | 02070  | 五等   | 雲和縣                                                        | 舊雲和鎮（今雲和縣城區）             | 甌海道                                                            | |
| 第七區     | 麗水縣   | 02071  | 五等   | 宣平縣                                                        | 今武義縣西南柳城畲族鎮               | 甌海道                                                            | |
| 第七區     | 麗水縣   | 02072  | 四等   | 景寧縣                                                        | 今景寧畲族自治縣駐地鶴溪街道         | 甌海道                                                            | |
| 第八區     | 金華縣   | 02040  | 六等   | 磐安縣                                                        | 大盤（今磐安縣東南大盤鎮）           | (3道)                                                             | 民國28年（1939）4月析縉雲、仙居、東陽、永康、天台5縣地置。以境內有大磐、安文2鎮，各取一字為名。                                                                                   |
| 第八區     | 金華縣   | 02048  | 二等   | 金華縣                                                        | 今金華市城區                         | 金華道                                                            | 清代為金華府附郭金華縣，民國元年（1912）2月裁府留縣。 |
| 第八區     | 金華縣   | 02049  | 一等   | 蘭谿縣                                                        | 今蘭溪市蘭江街道                     | 金華道                                                            | |
| 第八區     | 金華縣   | 02050  | 一等   | 東陽縣                                                        | 今東陽市城區吳寧街道                 | 金華道                                                            | |
| 第八區     | 金華縣   | 02051  | 三等   | 義烏縣                                                        | 今義烏市城區稠城街道                 | 金華道                                                            | |
| 第八區     | 金華縣   | 02052  | 二等   | 永康縣                                                        | 今永康市城區東城街道（舊古麗鎮）     | 金華道                                                            | |
| 第八區     | 金華縣   | 02053  | 五等   | 武義縣                                                        | 今武義縣城區（舊武陽鎮）             | 金華道                                                            | |
| 第八區     | 金華縣   | 02054  | 四等   | 浦江縣                                                        | 今浦江縣城區浦陽街道                 | 金華道                                                            | |
| 第八區     | 金華縣   | 02055  | 五等   | 湯溪縣                                                        | 今金華市婺城區西湯溪鎮               | 金華道                                                            | |
| 第九區     | 臨安縣   | 02004  | 四等   | 富陽縣                                                        | 今杭州市富陽區駐地富春街道           | 錢塘道                                                            | |
| 第九區     | 臨安縣   | 02005  | 五等   | 餘杭縣                                                        | 今杭州市餘杭區西南餘杭街道           | 錢塘道                                                            | |
| 第九區     | 臨安縣   | 02006  | 五等   | 臨安縣                                                        | 今杭州市臨安區駐地錦城街道           | 錢塘道                                                            | |
| 第九區     | 臨安縣   | 02007  | 四等   | 於潛縣                                                        | 今杭州市臨安區西於潛鎮               | 錢塘道                                                            | |
| 第九區     | 臨安縣   | 02008  | 六等   | 新登縣                                                        | 今杭州市富陽區西南新登鎮             | 錢塘道                                                            | 清代為新城縣。因與直隸、吉林、山東、江西、貴州5省縣名重名，民國3年（1914）1月改名，以古縣名得名。                                                                                 |
| 第九區     | 臨安縣   | 02009  | 五等   | 昌化縣                                                        | 今杭州市臨安區西昌化鎮               | 錢塘道                                                            | |
| 第九區     | 臨安縣   | 02019  | 六等   | 武康縣                                                        | 今德清縣駐地武康街道                 | 錢塘道                                                            | |
| 第九區     | 臨安縣   | 02020  | 五等   | 安吉縣                                                        | 今安吉縣北遞鋪街道                   | 錢塘道                                                            | |
| 第九區     | 臨安縣   | 02021  | 五等   | 孝豐縣                                                        | 今安吉縣西南孝豐鎮                   | 錢塘道                                                            | |
| 第十區     | 紹興縣   | 02029  | 一等   | 紹興縣                                                        | 今紹興市城區                         | 會稽道                                                            | 清代為紹興府附郭山陰縣、會稽縣，民國元年（1912）2月裁府合併，以清代府名得名。 |
| 第十區     | 紹興縣   | 02030  | 二等   | 蕭山縣                                                        | 今杭州市蕭山區城廂街道               | 會稽道                                                            | |
| 第十區     | 紹興縣   | 02031  | 一等   | 諸暨縣                                                        | 今諸暨市城區暨陽街道                 | 會稽道                                                            | |
| 第十區     | 紹興縣   | 02033  | 三等   | 上虞縣                                                        | 今紹興市上虞區東南豐惠鎮             | 會稽道                                                            | |
| 第十區     | 紹興縣   | 02034  | 二等   | 嵊縣                                                          | 今嵊州市城區剡湖街道                 | 會稽道                                                            | |
| 第十區     | 紹興縣   | 02035  | 四等   | 新昌縣                                                        | 今新昌縣城區（舊城關鎮）             | 會稽道                                                            | |
| 已裁撤     |          | 不適用 | 不適用 | 寧波市                                                        | 今寧波市海曙區                       | (會稽道)                                                          | 民國16年（1927）4月析鄞縣城區置，20年（1931）2月裁撤併回鄞縣。 |

### 大陳時期

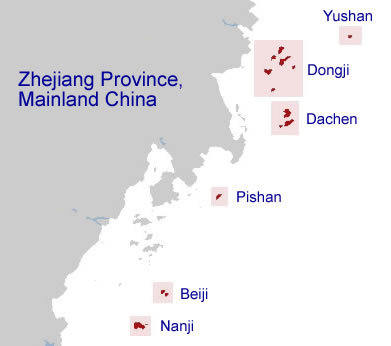
退守大陳後浙江省的實際統治領域

#### 行政督察區
國共內戰後期，政府撤守浙江本部，各地行政專員公署因此而解散。民國39年（1950）5月，政府又撤守定海、滃洲，只有浙江東南沿海諸島未被中共佔領。民國43年（1954）9月，省政府將東南沿海諸縣劃為1個行政督察區。
- 大陳區，專署駐溫嶺縣，轄溫嶺、臨海、平陽、玉環4縣。

#### 縣、局
浙江省本部失守後，撤退到大陳地區的縣政府有溫嶺、臨海、黃巖、平陽、三門、樂清、玉環等7縣。國民政府重建浙江省政府，將原來混亂的行政區改劃，於民國40年（1951）10月實施。溫嶺、臨海、平陽、玉環4縣建制保留，黃巖、樂清2縣撤銷，將三門之漁山島劃為漁山管理局；溫嶺之竹嶼島劃為竹嶼管理局，作為專門與大陸進行直接貿易的特定區域。計浙江省轄有4縣2局，其行政區分別為：
| 浙江省大陳地區的行政區劃（民國40年10月） | 浙江省大陳地區的行政區劃（民國40年10月）             | 浙江省大陳地區的行政區劃（民國40年10月）     | 浙江省大陳地區的行政區劃（民國40年10月） |
| 縣市局                                   | 管轄島嶼                                             | 鄉、鎮、直屬村                               | 縣府駐地                                 |
| ---------------------------------------- | ---------------------------------------------------- | -------------------------------------------- | ---------------------------------------- |
| 溫嶺縣                                   | 上大陳、下大陳、屏風山、上嶼、中嶼、下嶼等諸島       | 成功鄉、復興鄉                               | 下大陳                                   |
| 臨海縣                                   | 一江山、頭門、東磯（東箕）列島等諸島                 | 頭門鄉、蔣兒嶴（雀兒嶴）鄉、田嶴鄉，臨海新村 | 一江山島                                 |
| 平陽縣                                   | 平嶼、榮嶼、北麂、南麂等各島                         | 南麂區署及4鄉                                | 南麂島                                   |
| 玉環縣                                   | 大麂、小麂、披山、小披、雞冠山、澤嶼、浪斗前山等各島 | 東勝區署、披里鄉、雞鳴鄉                     | 披山島                                   |
| 漁山管理局                               | 魚山列島                                             |                                              |                                          |
| 竹嶼管理局                               | 竹嶼                                                 |                                              |                                          |

民國42年（1953）5月，溫嶺縣成功鄉劃分為成功鎮及克難鄉；裁撤竹嶼管理局改制為中興村，併入溫嶺縣的直屬村。43年（1954）8月，裁撤漁山管理局改制為漁山鄉，並併入臨海縣。44年（1955）2月，政府撤守大陳，至此浙江全省為中共所佔。

## 行政區劃年表
| 浙江省行政區劃年表                                                        |          |    |    |    |      | |
| 說明：「?」表示不能確定其發生年份或月份，故放於最有可能的一年內，詳見注釋 |          |    |    |    |      | |
| 西元                                                                      | 民國紀元 | 縣 | 市 | 局 | 其他 | 行政區劃變更 |
| 1912年                                                                    | 民國1年  | 75 |    |    |      | - 廢嘉興府，合併嘉興、秀水2縣為嘉禾縣（1月） - 廢杭州府，合併仁和、錢塘2縣為杭縣（2月） - 廢湖州府，合併烏程、歸安2縣為吳興縣（2月） - 廢寧波府留鄞縣（2月） - 廢紹興府，合併山陰、會稽2縣為紹興縣（2月） - 廢衢州府留西安縣，並改縣名為衢縣（2月） - 廢金華府留金華縣（2月） - 廢嚴州府留建德縣（2月） - 廢台州府留臨海縣（2月） - 廢溫州府留永嘉縣（2月） - 廢處州府留麗水縣（2月） - 合併南田、石浦2廳為南田縣（2月） - 改海寧州為海寧縣（2月） - 改定海直隸州為定海縣（2月） - 改玉環廳為玉環縣（4月） |
| 1913年                                                                    | 民國2年  | 75 |    |    |      | |
| 1914年                                                                    | 民國3年  | 75 |    |    |      | - 石門縣改名崇德縣（1月） - 新城縣改名新登縣（1月） - 太平縣改名溫嶺縣（1月） |
| 1915年                                                                    | 民國4年  | 75 |    |    |      | |
| 1916年                                                                    | 民國5年  | 75 |    |    |      | |
| 1917年                                                                    | 民國6年  | 75 |    |    |      | |
| 1918年                                                                    | 民國7年  | 75 |    |    |      | |
| 1919年                                                                    | 民國8年  | 75 |    |    |      | |
| 1920年                                                                    | 民國9年  | 75 |    |    |      | |
| 1921年                                                                    | 民國10年 | 75 |    |    |      | |
| 1922年                                                                    | 民國11年 | 75 |    |    |      | |
| 1923年                                                                    | 民國12年 | 75 |    |    |      | |
| 1924年                                                                    | 民國13年 | 75 |    |    |      | |
| 1925年                                                                    | 民國14年 | 75 |    |    |      | |
| 1926年                                                                    | 民國15年 | 75 |    |    |      | |
| 1927年                                                                    | 民國16年 | 75 | 2  |    |      | - 析杭縣置杭州市（4月） - 析鄞縣置寧波市（4月） |
| 1928年                                                                    | 民國17年 | 75 | 2  |    |      | |
| 1929年                                                                    | 民國18年 | 75 | 2  |    |      | |
| 1930年                                                                    | 民國19年 | 75 | 2  |    |      | |
| 1931年                                                                    | 民國20年 | 75 | 1  |    |      | - 省寧波市入鄞縣（2月） |
| 1932年                                                                    | 民國21年 | 75 | 1  |    |      | |
| 1933年                                                                    | 民國22年 | 75 | 1  |    |      | |
| 1934年                                                                    | 民國23年 | 75 | 1  |    |      | |
| 1935年                                                                    | 民國24年 | 75 | 1  |    |      | |
| 1936年                                                                    | 民國25年 | 75 | 1  |    |      | |
| 1937年                                                                    | 民國26年 | 75 | 1  |    |      | |
| 1938年                                                                    | 民國27年 | 75 | 1  |    |      | |
| 1939年                                                                    | 民國28年 | 76 | 1  |    |      | - 析縉雲、仙居、東陽、永康、天台5縣置磐安縣（4月） |
| 1940年                                                                    | 民國29年 | 76 | 1  |    |      | - 南田縣改名三門縣（7月） |
| 1941年                                                                    | 民國30年 | 76 | 1  |    |      | |
| 1942年                                                                    | 民國31年 | 76 | 1  |    |      | |
| 1943年                                                                    | 民國32年 | 76 | 1  |    |      | |
| 1944年                                                                    | 民國33年 | 76 | 1  |    |      | |
| 1945年                                                                    | 民國34年 | 76 | 1  |    |      | |
| 1946年                                                                    | 民國35年 | 76 | 1  |    |      | |
| 1947年                                                                    | 民國36年 | 76 | 1  |    |      | |
| 1948年                                                                    | 民國37年 | 78 | 1  |    |      | - 析瑞安、泰順、青田3縣置文成縣（7月；1946年12月核准） - 析餘姚、上虞、嵊縣，新昌、奉化、鄞縣、慈谿7縣置四明縣（8月） |
| 1949年                                                                    | 民國38年 | 79 | 1  |    |      | - 析定海縣置滃洲縣（8月） |
| 1950年                                                                    | 民國39年 | 7  |    |    |      | - 實質上除了溫嶺縣尚領有完整的一個鄉建制（鳳尾鄉）外，其他各縣空有名號，所轄之地都非一個完整的鄉 |
| 1951年                                                                    | 民國40年 | 4  |    | 2  |      | - 析三門漁山島為漁山管理局（10月） - 析溫嶺竹嶼島為竹嶼管理局（10月） |
| 1952年                                                                    | 民國41年 | 4  |    | 2  |      | |
| 1953年                                                                    | 民國42年 | 4  |    | 1  |      | - 裁撤竹嶼管理局改製為中興村,併入溫嶺縣的直屬村（5月） |
| 1954年                                                                    | 民國43年 | 4  |    |    |      | - 裁撤漁山管理局改製為漁山鄉，併入臨海縣（8月） |

## 政府體制

### 省會
民國元年（1912年），浙江省省會定於杭縣，因民國十六年（1927年）分杭縣城區置杭州市，省會改為於此。民國二十六年（1937年）12月，日軍攻襲杭州，省政府遷至金華。民國二十七年（1938年）初又遷至永康方巖。民國三十年（1941年）5月，省府遷至松陽縣；8月，再遷返永康縣方巖；民國三十一年（1942年）5月，省府再遷至松陽縣；下半年再遷至雲和縣紅光村。民國三十四年（1945年）10月，省政府遷回杭州。民國三十八年（1949年）5月3日杭州為解放軍佔領，省政府遷至舟山群島北部的干𥗽鎮，並由蔣經國親自將該地更名為克難。民國三十九年（1950年）5月，浙江省政府等駐舟山各機構及大量人員隨國軍撤至臺灣，省政府因之撤銷。民國四十二年（1953年）4月於溫嶺縣大陳列島再重設省政府，駐下大陳南田村。民國四十三年（1954年）9月，省政府遷至臺灣省臺北市。

### 省行政機構
宣統三年（1911年）辛亥革命爆發後，浙江新軍於11月4日起義。11月7日，浙江軍政府在杭州成立，都督府置參議會及司令、爾事2部。全省分設嘉興、湖州、金華、衢州、嚴州、處州、寧波、紹興、台州、溫州軍政分府。民國元年（1912年）7月，根據修正後的《浙江都督府官制》規定，都督府下設民政、財政等司、3處。7月12日，置民政長，為全省民政長官，下設民政、財政等司。民國3年（1914年）5月23日改民政長為巡按使。民國5年（1916年）7月6日改巡按使為省長。民國15年（1926年）12月15日，國民黨浙江黨部決定籌設省臨時政治委員會，為全省臨時政務最高權力機構，下設政務委員會與財政委員會，為執行機構。次年1月8日，各委員會在寧波成立。其時，在杭州有浙江省省長，並於民國15年（1926年）12月19日改任民政長。民國16年（1927年），省政府隸屬南京國民政府。4月18日，南京國府議決裁撤浙江省臨時政治委員會及所屬的委員會，設立新的省政務委員會，設委員9至11人，其中主席1人。籌備建省事宜，並行使政務。27日，省政務委員會成立，下設、財政等廳，由委員兼任各廳廳長。5月13日，南京國府發佈任命令。7月25日，省政府成立，下設秘書處及民政、財政、教育、建設、軍事、司法、農工、土地等廳。
民國26年（1937年），因日軍入侵，國民政府於11月26日令改組省政府委員會。12月，日軍攻陷杭州市，浙江省政府遷往浙江內陸。抗戰結束後，浙江省政府恢復其行政管轄區域。民國35年（1946年）5月7日，國民政府下令改組省政府。民國38年（1949年），因中共解放軍進入浙江，浙江省政府遷往舟山群島一帶。民國三十九年（1950年）隨著國軍撤離舟山而撤銷省政府。民國42年（1953年）4月於浙江東南的大陳列島再設立浙江省政府，民國43年（1954年）9月，浙江省政府遷至臺灣省臺北市，民國44年（1955年）以後隨著國民政府撤守大陳而撤銷省政府。

### 省行政公署
抗日戰爭期間，民國27年（1938年）冬在於潛設置浙西行政公署（一說1940年11月5日置），代表浙江省管理杭嘉湖各縣。民國32年（1943年）9月2日在天台設置浙東行政公署，代表省政府管理寧、台各縣。日軍投降後，浙東、浙西行署撤銷。
後為因應國共內戰情勢，民國38年（1949年）4月26日，浙江省政府決定設立三個行署，浙東行政公署設在寧波縣，由第二區專員周靈鈞任主任；浙南行政公署設在永嘉縣，由第五區專員周琦任主任；浙西行政行署設在於潛縣，由第九區專員譚乃大任主任；浙北行政公署的駐所及任職者不明。隨著浙江省本部的易手，各行署已無保留之必要，於民國39年（1950年）1月1日正式撤銷。

### 歷任浙江省軍政長官、省政府主席
浙江省都督
- 湯壽潛（1911年11月－1912年1月）
- 蔣尊簋（1912年1月－1912年8月）
- 朱瑞（1912年8月－1916年4月11日）
- 屈映光（1916年4月12日－1916年5月5日）
- 呂公望（1916年5月5日－1916年7月5日）

浙江省督軍
- 呂公望（1916年7月6日－1917年1月1日）
- 楊善德（1917年1月1日－1919年8月13日去世）
- 盧永祥（？－1924年）
- 孫傳芳（1924年－1927年8月）

浙江省省長
- 呂公望（1916年－1917年1月）
- 齊耀珊（1917年1月－1920年6月24日）
- 沈金鑒（1920年6月24日－1922年10月29日）
- 張載揚（1922年10月29日－）
- 夏超（1924年－1926年11月21日）
- 陳儀（1925年10月－1927年7月）

浙江省政府主席
- 張靜江（1927年7月27日推舉為省主席）
- 周鳳岐（1927年8月14日－1927年9月）
- 何應欽（1927年10月5日任命，1928年11月7日免除），1928年5月14日後省主席之職由蔣伯成代理。
- 張靜江（1928年11月7日任命，1930年12月4日免除），二度就任。
- 張難先（1930年12月4日任命，1931年12月15日免除）
- 魯滌平（1931年12月15日任命，1934年12月12日免除）
- 黃紹竑（1934年12月12日任命，1936年7月25日免除）
- 白崇禧（1936年7月25日任命，1936年9月6日免除），實際為其本人拒絕，由徐青甫代白崇禧省主席職。
- 黃紹竑（1936年9月6日任命，1936年12月2日免除），二度就任。
- 朱家驊（1936年12月2日任命，1937年11月26日免除）
- 黃紹竑（1937年11月26日任命，1946年3月26日免除），三度就任。
- 沈鴻烈（1946年3月26日任命，1948年6月22日免除）
- 陳儀（1948年6月22日任命，1949年2月21日免除）
- 周碞（1949年2月21日任命，1949年12月6日免除）

浙江省政府主席（国府迁台后）
- 石覺（1949年12月7日任命，1950年5月13日辭職）
- 胡宗南（1952年10月19日任命，1953年7月23日遷台）

### 引用
1. ↑  略論辛亥革命時期的浙江軍政府[]，原載《浙江社會科學》1998年第1期
2. ↑  關於浙江抗戰的資料，可參考槾子芳著《浙江抗日戰爭史》，杭州，杭州大學出版社，1995年
3. ↑  《浙江省軍事志》 的存檔，存档日期2014-01-16.
4. ↑  .   [2008-03-05]. （原始内容存档于2008-03-04）.
5. ↑  金延锋. . 百年潮 (2015年4期) (凤凰网). 2016-01-19.
6. ↑  .   [2008-03-02]. （原始内容存档于2009-02-07）.
7. ↑  .   [2008-03-06]. （原始内容存档于2016-03-03）.
8. ↑  .   [2008-03-06]. （原始内容存档于2011-07-17）.
9. ↑  .   [2014-01-10]. （原始内容存档于2014-01-10）.
10. ↑  .   [2012-10-21]. （原始内容存档于2011-07-25）.
11. ↑  .   [2014-01-14]. （原始内容存档于2014-01-16）.
12. ↑  行政院戶口普查處編. 中華民國79年臺閩地區戶口及住宅普查報告. 臺北市: 行政院戶口普查處. 1992
13. ↑  《浙江省政府公報》，第1532期，民國21年。
14. ↑  .   [2013-01-22]. （原始内容存档于2013-02-28）.
15. ↑  杭州市轄縣沿革 的存檔，存档日期2014-01-12.
16. ↑  湖州歷代大事 的存檔，存档日期2014-01-12.
17. ↑  .   [2013-01-22]. （原始内容存档于2014-01-12）.
18. ↑  磐安概況 的存檔，存档日期2008-06-15.
19. ↑  吳承湜編：《近六十年全國郡縣增建誌要》（北平：東亞印書局，民國25年），附錄第81頁。
20. 1 2  《內務部改定各省重複縣名及存廢理由清單》。
21. ↑  吳承湜編：《近六十年全國郡縣增建誌要》（北平：東亞印書局，民國25年（1936）），附錄第82頁。
22. ↑  傅林祥，鄭寶恆著《中國行政區劃通史 中華民國卷》誤作「慈溪縣」。
23. 1 2  國史館著《中華民國史‧地理志（初稿）》未列入其中。
24. ↑  浙江省民政志編纂委員會，《浙江省民政志》（北京：中國社會出版社，民國83年（1994）），第一篇。
25. ↑  內政部方域司，《中華民國行政區域簡表》（第11版），上海商務印書館，1947年，第17頁。
26. ↑  三門縣歷史沿革 的存檔，存档日期2011-09-04.
27. ↑  傅林祥，鄭寶恆著《中國行政區劃通史 中華民國卷》誤作「黃岩縣」。
28. ↑  傅林祥，鄭寶恆著《中國行政區劃通史 中華民國卷》誤作「蘭溪縣」。
29. ↑  《國民政府公報》第689號，民國20年2月4日，第7頁。
30. ↑  引自台灣的福建省與浙江省 （页面存档备份，存于）。
31. ↑  [永久] 行政區劃論壇「國府的省轄行署」。
32. ↑  《新編浙江百年大事記》記載：1949年4月26日省政府決定設立三個行署，浙東行署設在寧波，由二區專員周靈鈞任主任；浙南行署設在永嘉，由五區專員周琦任主任；浙西行署設在於潛，由九區專員譚乃大任主任。